# GED Private Equity
GED Private Equity este un fond de investiții spaniol care operează în Peninsula Iberică și Europa de Sud-Est.
GED este una dintre cele mai importante companii de management al fondurilor de investiții din Spania, care activează în segmentul „mid market”.
Grupul administrează fonduri de peste 230 de milioane de euro prin intermediul mai multor entități: GED Eastern Fund I, GED Eastern Fund II și GED Iberian Fund.
Din 1996 și până în 2009, GED a investit în România peste 100 milioane euro, în 18 companii.
În România, portofoliul GED Eastern Fund II include Happy Tour (agenție de turism), Fonomat (lanț de retail GSM), Total Energy Business Romanian Real Estate Partners și Rosegur,
precum și un joint venture cu Warburg Pincus, la Dasimpex Khan și la compania de produse lactate Fama.
GED Capital administrează și fondul de investiții Romanian Real Estate Development (RED),
care derulează 18 proiecte imobiliare.
În mai 2010, GED a preluat controlul a 92% din capitalul social al grupului Infopress, cea mai mare companie de servicii tipografice din România, într-o tranzacție de peste 12 milioane de euro.
În iunie 2010, GED a cumpărat și portalul Paravion.ro, cea mai mare agenție online de bilete de avion din România, de la compania Millennium Tour.